# Maurice Meuleman
Maurice Meuleman (Mere, Erpe-Mere, 18 de abril de 1934 - Haaltert, 22 de diciembre de 1998) fue un ciclista belga que fue profesional entre 1958 y 1964. En su palmarés destaca la victoria en el Gran Premio de Isbergues de 1958 y el A través de Flandes de 1961. 

## Palmarés
1956
- Vencedor de una etapa en la Vuelta en Bélgica amateur

1958
- 1º en el Gran Premio de Isbergues
- Vencedor de una etapa en el Tour del Sudeste

1959
- 1º en Elfstedenronde

1960
- Vencedor de una etapa en el Tour norteño

1961
- 1º en la A través de Flandes y vencedor de una etapa
- Vencedor de una etapa en la Vuelta a Suiza